# Camarlenc del Col·legi Cardenalici
El camarlenc del Sacre Col·legi és el tresorer del Col·legi de Cardenals. És el responsable de les propietats, fons i ingressos del Col·legi, celebra la missa de rèquiem per un cardenal mort i s'encarrega del registre de les Acta Consistoralia. El càrrec va ser creat pel Papa Eugeni III el 1150, però no hi ha documentació que en provi l'existència abans del pontificat d'Innocenci III, el 1272. La funció del camarlenc va ser extingida el 1995.

## Responsabilitats
El camarlenc és l'encarregat de constatar formalment la mort del papa; el procediment tradicional —abandonat fa segles— consistia a cridar-lo pel seu nom de fonts (per exemple, "<Nomen>, dormisne?" que significa "<Nom>, dormiu?"). Una vegada declarada oficialment la mort del papa, el camarlenc pren possessió de l'Anell del Pescador i el talla amb unes estisores davant la presència dels cardenals, en un gest que simbolitza la fi de l’autoritat del summe pontífex difunt i que impedeix que l'anell puga ser utilitzat per falsificar documents. Tot seguit, el camarlenc comunica la mort als alts càrrecs pertinents de la Cúria Romana i al degà del Col·legi Cardenalici. A més a més, participa en l’organització del conclave i de les exèquies papals.
Antigament, el camarlenc prenia possessió del testament del papa i assumia la responsabilitat de fer-ne pública la voluntat. Actualment, el testament és lliurat al Col·legi Cardenalici, i el seu contingut es dona a conéixer durant la primera reunió d'aquest òrgan. L'única funció que conserva el camarlenc en aquest àmbit és la de custodiar el testament fins que el Col·legi Cardenalici en prenga possessió.
Fins a l’elecció d’un nou papa, el camarlenc exerceix com a sobirà en funcions de l’Estat de la Ciutat del Vaticà. Tanmateix, ja no és responsable del govern de l’Església Catòlica durant la vacant de la seu apostòlica; aquesta competència fou confiada al Col·legi de Cardenals per la constitució apostòlica Universi Dominici gregis (1996).
El poder del camarlenc és extremament limitat: es redueix estrictament a garantir el funcionament ordinari de les institucions eclesiàstiques i a permetre l’execució d’algunes funcions bàsiques, sense possibilitat de prendre decisions definitives ni de fer nomenaments que ordinàriament corresponen al papa o als òrgans delegats.
A diferència de la resta de membres de la Cúria Romana, el camarlenc conserva el seu càrrec durant el període de sede vacante i actua com a director executiu de les operacions de la Ciutat del Vaticà i de la Santa Seu, sota la responsabilitat del Col·legi Cardenalici. La seua missió principal és dur a terme les decisions del Col·legi pel que fa a les exèquies del papa difunt i a l’organització de les activitats prèvies al conclave.
Durant aquest període excepcional, únicament mantenen també els seus càrrecs el penitenciari major, l’arxiprest de la basílica de Sant Pere, l’almoiner apostòlic i els vicaris generals per a la diòcesi de Roma i per a l’Estat de la Ciutat del Vaticà.

## Història
Ha estat nomenat, cada any, en el primer consistori que segueixi Nadal. Cada cardenal, començant pels cardenals bisbes, era camarlenc per torn, segons el rang d'antiguitat a l'ordre que ocupava i mitjançant la confirmació del Sacre Col·legi. Prenia possessió de la seva dignitat quan, en el mateix consistori, el Papa li donava la borsa de seda porpra, ribetejada en or, que contenia els recriptes de totes les resolucions formulades als consistoris secrets, així com les boles per votar, incloent les que els cardenals feien servir quan es reunien per tractar els seus afers.
Estava encarregat d'administrar les rendes del Sacre Col·legi i de distribuir als cardenals residents a Roma, un cop l'any, la part que els tocava després de la seva assistència a les capelles, consistoris i congregacions. Era ell qui celebrava la missa als funerals dels cardenals i, el 5 de novembre, per l'aniversari dels cardenals difunts.
Sembla que el càrrec va ser creat el 1150 per Eugeni III. Johannes Willebrands va ser el darrer cardenal en ocupar el càrrec. A partir de 1995, el càrrec va ser suprimit (ja no apareixia més a l'Anuari Pontifici.

## Llista

### Des de 1700
| - Giacomo Cantelmo (1700–1702) - Toussaint de Forbin-Janson (1702–1703) - Giambattista Rubini (1703–1704) - Tommaso Maria Ferrari (1704–1705) - Giuseppe Sacripante (1705–1706) - Fabrizio Paolucci (1706–1707) - Andrea Santacroce (1707–1708) - Sperello Sperelli (1708–1709) - Giovanni Maria Gabrielli (1709–1710) - Lorenzo Corsini (1710–1711) - Francesco Acquaviva d'Aragona (1711–1712) - Filippo Antonio Gualterio (1712–1713) - Giandomenico Paracciani (1713–1714) - Joseph-Emmanuel de La Trémoille (1714–1715) - Carlo Agostino Fabroni (1715–1716) - Michelangelo dei Conti (1716–1717) - Lodovico Pico della Mirandola (1717–1718) - Antonfelice Zondadari (1718–1719) - Pier Marcellino Corradini (1719–1720) - Luigi Priuli (1720) - Giovanni Battista Tolomei (1720–1723) - Bernardino Scotti (1723–1724) - Nicolò Spinola (1724–1726) - Giorgio Spinola (1726–1727) - Cornelio Bentivoglio (1727–1728) - Luis Antonio Belluga y Moncada (1728–1729) - Michael Friedrich von Althann (1729–1730) - Álvaro Cienfuegos Villazón (1730–1732) - Giovanni Battista Altieri (1732–1733) - Vincenzo Petra (1733–1734) - Nicolò Maria Lercari (1734–1735) - Vincenzo Ludovico Gotti (1735–1736) - Leandro Porzia (1736–1737) - Pierluigi Carafa (1737–1738) - Francesco Scipione Maria Borghese (1738–1739) - Vincenzo Bichi (1739–1741) - Giuseppe Firrao (1741–1742) - Antonio Saverio Gentili (1742–1743) - Giovanni Antonio Guadagni (1743–1744) - Troiano Acquaviva d'Aragó (1744–1745) - Domenico Riviera (1745–1746) - Giovanni Battista Spinola (1746–1747) - Rainiero d'Elci (1747–1748) - Domenico Silvio Passionei (1748–1749) - Silvio Valenti-Gonzaga (1749–1750) - Joaquín Fernández Portocarrero (1750–1751) - Camillo Paolucci (1751–1752) - Carlo Alberto Guidoboni Cavalchini (1752–1753) - Federico Marcello Lante Montefeltro della Rovere (1753–1754) - Francesco Landi Pietra (1754–1755) - Fortunato Tamburini (1755–1756) - Girolamo De Bardi (1756–1757) - Giovanni Battista Mesmer (1757–1758) - Henri Benoît Stuart (1758–1760) - Giuseppe Maria Feroni (1760–1761) - Luca Melchiore Tempi (1761–1762) - Cosimo Imperiali (1762–1763) - Antonio Andrea Galli (1763–1764) - Carlo Rezzonico (1764–1765) - Ferdinando Maria de Rossi (1765–1766) - Giuseppe Maria Castelli (1766–1767) - Gaetano Fantuzzi Gottifredi (1767–1768) - Pietro Girolamo Guglielmi (1768–1770) - Marcantonio Colonna (1770–1771) - Andrea Corsini (1771–1772) - Simone Buonaccorsi (1772–1773) - Giovanni Carlo Boschi (1773–1774) - Ludovico Calini (1774–1776) - Lazzaro Opizio Pallavicino (1776–1777) - Pietro Colonna (Pietro Pamphilj) (1777–1778) - Mario Marefoschi Compagnoni (1778–1779) - Scipione Borghese (1779–1780) - Antonio Eugenio Visconti (1780–1781) - Bernardino Giraud (1781–1782) - Innocenzo Conti (1782–1783) - Francesco Saverio de Zelada (1783–1784) - Leonardo Antonelli (1784–1785) | - Giovanni Archinto (1785–1786) - Hyacinthe Sigismond Gerdil (1786–1787) - Guglielmo Pallotta (1787–1788) - Franziskus von Paula Herzan von Harras (1788–1789) - Giovanni De Gregorio (1789–1790) - Francesco Carrara (1790–1791) - Ignazio Busca (1791–1792) - Stefano Borgia (1792–1793) - Tommaso Antici (1793–1794) - Giovanni Battista Caprara Montecuccoli (1794–1795) - Antonio Dugnani (1795–1796) - Aurelio Roverella (1796–1797) - Giulio Maria della Somaglia (1797–1798) - Vincenzo Maria Altieri (1798) (1) - Giulio Maria della Somaglia (1799–1801) - Diego Innico Caracciolo di Martina (1801–1802) - Giuseppe Firrao (1802–1803) - Ferdinando Maria Saluzzo (1803–1804) - Bartolomeo Pacca (1804–1805) - Giovanni Filippo Gallarati Scotti (1805–1806) - Lorenzo Litta (1806–1807) - Filippo Casoni (1807–1808) - Girolamo Della Porta (1808–1809) - Valentino Mastrozzi (1809–1810) - Antonio Despuig y Dameto (1810–1813) - Pierfrancesco Galleffi (1814–1818) - Antonio Maria Doria Pamphilj (1818–1819) - Fabrizio Dionigi Ruffo (1819–1820) - Ercole Consalvi (1820–1821) - Giuseppe Albani (1821–1822) - Francesco Guidobono Cavalchini (1822–1823) - Giovanni Caccia-Piatti (1823–1825) - Pietro Vidoni (1825–1826) - Cesare Guerrieri Gonzaga (1826–1827) - Antonio Frosini (1827–1828) - Tommaso Riario Sforza (1828–1830) - Belisario Cristaldi (1830–1831) - Juan Francisco Marco y Catalán (1831–1832) - Domenico de Simone (1832–1833) - Ludovico Gazzoli (1833–1834) - Mario Mattei (1834–1835) - Nicola Grimaldi (1835–1836) - Alessandro Spada (1836–1837) - Bartolomeo Pacca (1837–1838) - Emmanuele de Gregorio (1838–1839) - Giovanni Francesco Falzacappa (1839–1840) - Carlo Maria Pedicini (1840–1841) - Antonio Domenico Gamberini (1841–1842) - Giacomo Giustiniani (1842–1843) - Vincenzo Macchi (1843–1844) - Luigi Lambruschini (1844–1845) - Pietro Ostini (1845–1846) - Castruccio Castracane degli Antelminelli (1846–1847) - Mario Mattei (1848–1850) - Giacomo Luigi Brignole (1851–1852) - Costantino Patrizi (1852–1853) - Luigi Amat di San Filippo e Sorso (1853–1854) - Gabriele Ferretti (1854–1855) - Antonio Maria Cagiano de Azevedo (1855–1856) - Benedetto Barberini (1856–1857) - Ugo Pietro Spinola (1857–1858) - Gabriel della Genga Sermattei (1858–1859) - Chiarissimo Falconieri Mellini (1859) - Antonio Tosti (1859–1860) - Gaspare Bernardo Pianetti (1861–1862) - Fabio Maria Asquini (1862–1863) - Niccola Clarelli Paracciani (1863–1864) - Domencio Carafa di Traetto (1864–1865) - Sisto Riario Sforza (1865–1866) - Camillo di Pietro (1866–1867) - Karl August von Reisach (1867–1868) - Alessandro Barnabò (1868–1869) - Giuseppe Milesi Pironi (1869–1870) - Pietro de Silvestri (1870–1871) - Angelo Quaglia (1871–1872) - Antonio Maria Panebianco (1872–1873) - Antonio Saverio De Luca (1873–1874) | - Giuseppe Andrea Bizzarri (1874–1875) - Jean-Baptiste-François Pitra (1875-1876) - Lucien-Louis Bonaparte (1876–1877) - Innocenzo Ferrieri (1877–1879) - Edoardo Borromeo (1879–1880) - Raffaele Monaco La Valletta (1880–1881) - Flavio Chigi (1881–1882) - Luigi Oreglia di Santo Stefano (1882–1883) - Tommaso Maria Martinelli (1883–1884) - Mieczysław Halka Ledóchowski (1884–1885) - Giovanni Simeoni (1885–1886) - Domenico Bartolini (1886–1887) - Luigi Serafini (1887–1888) - Lucido Maria Parocchi (1888–1889) - Carlo Laurenzi (1889) - Paul Ludolf Melchers (1889–1891) - Serafino Vannutelli (1891–1892) - Gaetano Aloisi Masella (1892–1893) - Mariano Rampolla del Tindaro (1893–1894) - Fulco Luigi Ruffo-Scilla (1894–1895) - Angelo Di Pietro (1895–1896) - Girolamo Maria Gotti (1896–1897) - Domenico Maria Jacobini (1897–1898) - Antonio Agliardi (1898–1899) - Domenico Ferrata (1899–1900) - Serafino Cretoni (1900–1901) - Giovanni Battista Casali del Drago (1901–1902) - Francesco di Paola Cassetta (1902–1903) - Alessandro Sanminiatelli Zabarella (1903–1905) - François-Désiré Mathieu (1905–1906) - Pietro Respighi (1906–1907) - Sebastiano Martinelli (1907–1909) - Casimiro Gennari (1909–1911) - Rafael Merry del Val (1911–1912) - Aristide Rinaldini (1912–1914) - Pietro Gasparri (1914–1915) - Antonio Vico (1915–1916) - Gennaro Granito Pignatelli di Belmonte (1916–1919) - Basilio Pompilj (1919–1920) - Giulio Boschi (1920) - Rafael Merry del Val y Zulueta (1920–1922) - cap informació pel període 1922–1926 - Donato Sbarretti (1926-?) - cap informació pel període 1926–1928 - Tommaso Pio Boggiani - Francesco Ragonesi (1928-1929) - Achille Locatelli (1929–1930) - Luigi Sincero (1930–1931) - Bonaventura Cerretti (1933) - Achille Locatelli (1933–1935) - Luigi Capotosti (1935–1936) - Lorenzo Lauri (1936–1937) - Eugenio Pacelli (1937–1939) (Papa Pius XII) - cap informació pel període 1939–1941 - Pietro Fumasoni-Biondi (1941–1946) - Federico Tedeschini (1947–1948) - cap informació pel període 1948–1949 - Massimo Massimi (1949–1950) - Nicola Canali (1950–1951) - Giovanni Mercati (1951–1952) - Giuseppe Bruno (1952–1954) - Alfredo Ottaviani (1954–1958) - Eugène Tisserant (1958–1960) - Clemente Micara (1960–1961) - Giuseppe Pizzardo (1961–1962) - Benedetto Aloisi Masella (1962–1968) - Giuseppe Antonio Ferretto (1968–1973) - Ildebrando Antoniutti (1974) - Franjo Šeper (1974–1977) - Agnelo Rossi (1977–1978) - Gabriel-Marie Garrone (1978–1979) - Egidio Vagnozzi (1979–1980) - Sedisvakanz (1980–1982) - Maximilien de Fürstenberg (1982–1984) - Silvio Oddi (1984–1987) - Giuseppe Paupini (1987–1988) - Johannes Willebrands (1988–1995) |